# Lucas Van den Eynde

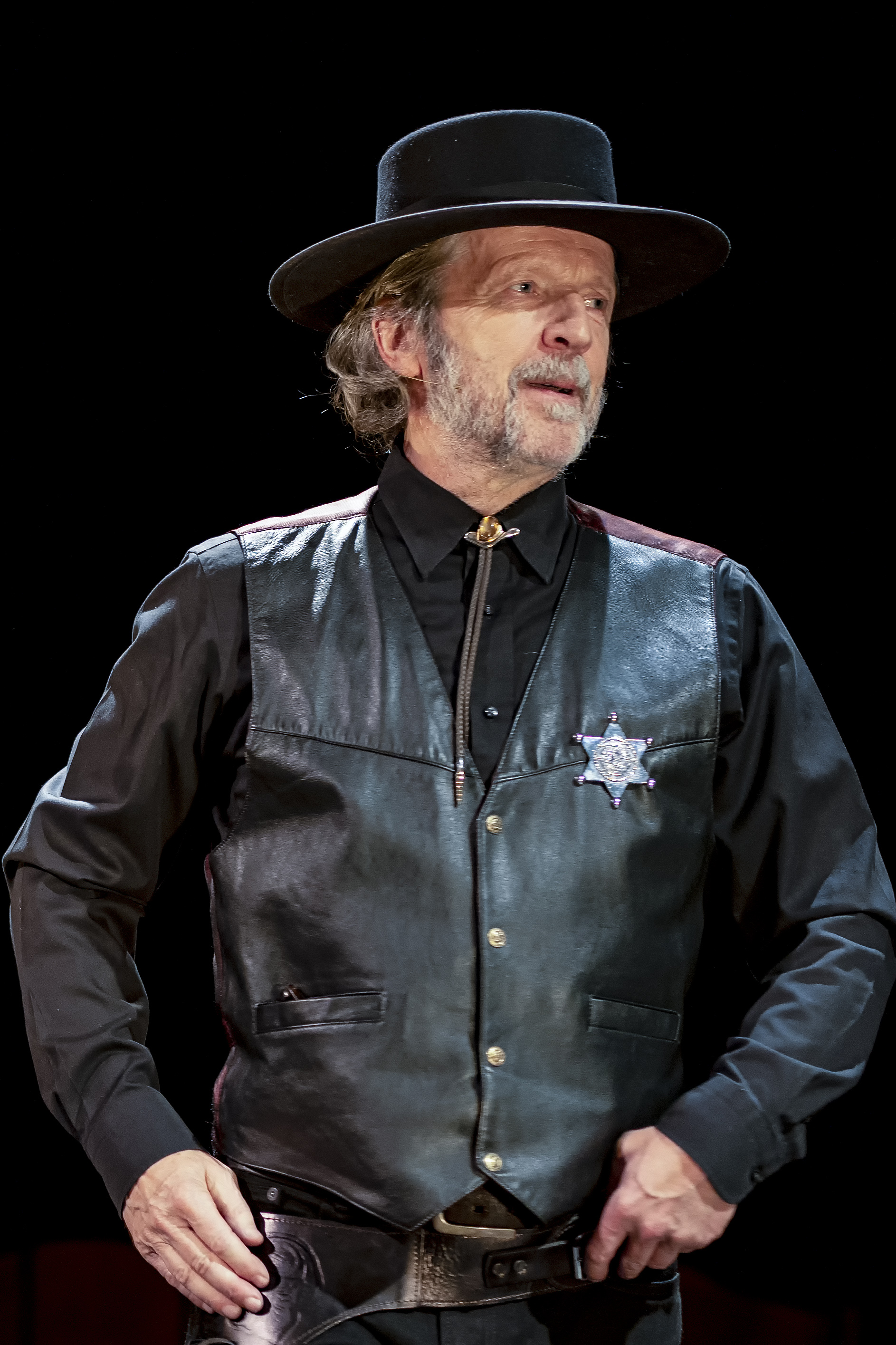
Lucas Van den Eynde in 2021 in Onheil in de Black Creek

Lucas Van den Eynde (Lier, 23 februari 1959) is een Belgische acteur.

## Levensloop
In het theater speelde hij met onder andere de Blauwe Maandag Compagnie, Het Toneelhuis, 't Arsenaal en de KVS in De Drumleraar, In de naam van de Vader en de Zoon, Ten oorlog, Zullen we het liefde noemen en Diplodocus Deks. Hij toerde tot mei 2022 ook jarenlang rond met Jukebox, liedjes op verzoek met Tine Embrechts en Nele Bauwens.
Hij werd een bekende tv-acteur in de rol van "professionele afscheidsnemer" 'Xavier De Baere', waarmee hij in Morgen Maandag voor het eerst mee op de proppen kwam. Later was De Baere ook nog de afsluiter van het feest '50 jaar Vlaamse Televisie'. Nog later speelde Van den Eynde de ondertussen ook welbekende Bert "Bucky" Laplasse in de tweede reeks van Het eiland, de psychopathische opvolger van Lydia Protut (Sien Eggers) als hoofd administratie bij Cynalco Medics Belgium.
Vanaf 2004 speelde Lucas Van den Eynde een hoofdrol in de politieserie Aspe, waar hij gestalte gaf aan brigadier Guido Versavel. Hij vertolkte dit personage vier seizoenen lang, maar verliet de reeks in 2008 om zich dat jaar meer toe te leggen op toneel- en musicalprojecten. Van den Eynde was kort te zien in een gastoptreden tijdens het vijfde seizoen. In 2014 hernam Van den Eynde de rol van Guido Versavel en maakte hij zijn opwachting in de vijf afsluitende afleveringen van de tiende en laatste reeks.
Van den Eynde was eind 2008 te zien in de musical Daens (Studio 100) waarin hij de titelrol vertolkte. In 2009 vertolkte hij slager André Vangenechten in de televisieserie Van vlees en bloed, een personage dat bekend kwam te staan als de bospoeper. Van den Eynde speelde in 2013 een prominente rol in de zeer succesvolle televisieserie Salamander, als Carl Cassimon. In 2017 had Van den Eynde opnieuw een beduidende bijrol te pakken op televisie. In het tweede seizoen van Spitsbroers speelt hij zakenman Toni Beernaert, een bestuurslid en later ook de voorzitter van een fictieve weergave van voetbalclub Racing Genk.
In 1998 ontving hij in Nederland van de VSCD een Arlecchino voor zijn rol als Edwaar in Ten Oorlog. Deze Blauwe Maandag Compagnie productie werd geregisseerd door Luk Perceval. In 1999 volgde de Louis d'Or voor zijn hoofdrol als Bruno in De cocu magnifique oftewel de wonderbaarlijke hoorndrager. Deze productie van Het Toneelhuis werd geregisseerd door Tom Van Dyck.
Van den Eynde is getrouwd in 2005 en samen met zijn vrouw Sofie heeft hij een dochter, Flore, geboren in 2003 en een zoon, Lou, geboren in 2008.
Sinds 2014 toert hij, samen met Jan De Smet, Barbara Dex en Nele Goossens, door Vlaanderen met het programma Kleinkunsteiland, anno 2023 voor de vijfde keer.
Verder deed Lucas Van den Eynde ook stemmenwerk in onder andere #M Beeld van Liefde in 2019. Dit is  een massaspektakel dat plaatsvond in Lede.
Van den Eynde is piloot en trad op als speaker en commentator op de Sanicole Airshow.
Van den Eynde woont in Bevel (Nijlen) samen met zijn vrouw en 2 kinderen.

## Films en televisieseries
- Wildschut (1985) - Soldaat
- Postbus X (1989) - Juwelier
- Het Landhuis (1989) - Zoon Torfs
- Alfa Papa Tango (1990) (Afl. 1)
- Commissaris Roos (1990) - Leraar
- F.C. De Kampioenen (1990) - Voetballer  (Afl. Voetbalploeg zoekt trainer)
- De Grijze Man (1991) - Geert
- De bossen van Vlaanderen (1991) - Eugène Mertens
- Het Park (1993-1995) - Fernand
- De zevende hemel (1993)
- Ad fundum (1993) - Agent Pots
- Morgen Maandag (1993) - Xavier De Baere
- Langs de Kade (1993)
- Niet voor publikatie (1994) - manager van zangeres
- Kulderzipken (1995-1996) - Broeder Grimm
- Buiten De Zone (1995) - Dr. De Waele
- Kongo (1997) - Guy Moeyaert
- Windkracht 10 (1997) - F-16-piloot Claude
- Windkracht 10 (1998) - dokter Walter Heirbaut
- Recht op Recht (1999) - Jurgen Cats
- Heterdaad (1999) - Jan Stockmans
- In de gloria (2000-2001)
- Brussel Nieuwsstraat (2000)
- Sedes & Belli (2003) - Erik De Beukeleer
- Dennis (2003) - Ambtenaar
- De zaak Alzheimer (2003) - Bob van Camp
- Aspe (2004-2008, 2009, 2014) - Guido Versavel
- Het Geslacht De Pauw (2004) - zichzelf
- Het eiland (2005) - Bucky Laplasse
- Matroesjka's (2005, 2008) - Journalist Nico Maes
- De Kavijaks (2005) - Meester
- Hij komt, hij komt... De intrede van de Sint (2006 - 2018) - Professor Herman Van den Uytleg
- Van vlees en bloed (2009) - Slager André Vangenechten
- Meisjes (2009) - Michel
- Mega Mindy (2009) - Jef
- Sinteressante dingen (2009-2010) - Professor Herman Van den Uytleg
- Dubbelleven (2010-2011) - Mark Nuyens
- Zone Stad (2010) - René Delandsheer
- Anneliezen (2010)
- Witse (2010) - André Vestiaux
- Frits & Freddy (2010) - Sjarel Willems
- Duts (2010) - Vader van Mieke
- De Ronde (2011) - Marc Six
- Groenten uit Balen (2011) - Piet
- Loslopend wild (2012-2022)
- De Ridder (2013-2016) - Advocaat Jan Ravenakkers
- Salamander (2013) - Carl Cassimon
- Met man en macht (2013) - Rene Van den Abeele
- Albert II (2013) - Koning Albert II
- W. - Witse de film (2014) - Dax
- Lang Leve… (2014) - William Nilisdale
- Echt niet OK! (2015-2016)
- Professor T. (2015) - Stefaan Vandenabbeele
- Ay Ramon! (2015) - Professor Van den Uytleg
- Den elfde van den elfde (2016) - Stemleraar
- Achter de wolken (2016) - Werner
- Vermist VII (2016) - Johan Cools
- Callboys (2016) - Geert
- Gent-West (2017-2019) - Harry Van den Broeck
- Tytgat Chocolat (2017) - Agent in rolstoel
- Spitsbroers (2017) - Antoine 'Toni' Beernaert
- Unité 42 (2017) - Louis de Nantier
- Connie & Clyde (2018) - Frank
- Flikken Maastricht (2018) - Jerome van Roeselaer
- The Team (2018) Mr. Van der Bourgh
- Niet schieten (2018) - Dokter Jan Rumbaut
- Undercover (2019) - Ignace Devlaeminck
- GR5 (2020) - Piet Mahieu
- Cruise Control (2020) - Serge Gabriëls
- Black-out (2020-2021) - Herman Pauwels
- #LikeMe Winterspecial (2020) - Leon
- LEEF (2021) - Meneer De Gruyter
- Lisa (2021) - Mark Albrechts
- Déjà Vu (2021) - Minister
- Glad IJs (2021) - Philip (Phill Frisco) Druyts
- La Petite (2023) - Pieter
- Alter Ego (2023) - Leon
- Doktrinen (2024) - Julien Verbeke

## Musicalwerk
- My Fair Lady - Freddy Eynsford-Hill
- Fiddler on the Roof
- Daens (2008-2009) - Adolf Daens
- Anatevka (2011-2012) - Tevye
- Albert I (2016) - Koning Albert I van België
- De Rozenoorlog (2016-2017) - Bob Van Rozen
- 40-45 (musical) (2018-2019) - Emiel Segers
- 1830 (musical)  (2021) - André
- A Christmas Carol (2023-2024) - Ebenezer Scrooge
- Annie (2025) - Oliver Warbucks

## Stemmenwerk
- Mulan (1998) - Shang
- Shrek (2001) - Shrek
- Ice Age (2002) - Diego
- Challenge of Tutankhamon (2003) - Jonge verteller
- Shrek 2 (2005) - Shrek
- Ice Age 2 (2006) - Diego
- Shrek the Third (2008) - Shrek
- Ice Age 3 (2009) - Diego
- 'De Texas Rakkers (2009) - Lambik
- Shrek Forever After (2010) - Shrek
- The Smurfs (2011) - Vertellersmurf
- Ice Age 4 (2012) - Diego
- The Book of Life (2014)
- Ice Age 5 (2016) - Diego
- #M Beeld van Liefde (2019) - Totaalspektakel
- Sabena (2021) - documentaire